# Маневицький лісовий заказник
Маневицький — лісовий заказник місцевого значення. Об'єкт розташований на території Камінь-Каширського району Волинської області, ДП «Маневицьке ЛГ», Вовчицьке лісництво, кв. 40, вид. 33, 38, 41, 51.
Площа — 16 га, статус отриманий у 1986 році.
Охороняється ділянка соснового лісу з домішкою інших порід віком до 70 років. У трав'яному покриві зростають сфагнум, безщитник жіночий, щитник чоловічий, орляк звичайний, дикран віничний, зозулин льон звичайний, журавлина звичайна, хвощ лісовий, багно звичайне.